# Magnus Hedberg
Magnus Lars Jakob Hedberg, född 1 februari 1972 i Nacka församling i Stockholms län, är en svensk konsult och programledare för Lyxfällan i TV3 tillsammans med Frida Boisen, Magdalena Kowalczyk och Patrik Wincent. sedan den nionde säsongen. 2020 hoppade Wincent och Boisen av programledskapet. Han arbetar även som föreläsare, coach och konsult inom områdena kundservice, kommunikation, försäljning och ledarskap.
Tillsammans med Patrick Grimlund och Ulrika Ek har han också skrivit boken Mer klirr i kassan : expertråden som formtoppar din ekonomi.